# Hilo (Havaí)
Hilo é uma região censo-designada localizada no estado americano do Havaí, no Condado de Havaí.
A cidade localiza-se junto à Baía de Hilo, e fica perto de duas importantes montanhas: Mauna Loa, um vulcão activo, e Mauna Kea, onde estão localizados diversos observatórios astronómicos. Hilo é a cidade mais a sul dos Estados Unidos.

## Geografia
De acordo com o United States Census Bureau, a localidade tem uma área de 151 km², dos quais 138 km² estão cobertos por terra e 13 km² por água.

### Localidades na vizinhança
O diagrama seguinte representa as localidades num raio de 16 km ao redor de Hilo.

## História
Originalmente, o nome "Hilo" aplicava-se a um distrito que abrangia grande parte da costa leste da ilha do Havaí , agora dividida no distrito de South Hilo e no distrito de North Hilo. Quando William Ellis visitou em 1823, o principal assentamento no distrito de Hilo era o Waiākea, na margem sul da baía de Hilo . Os missionários chegaram ao distrito no início do século XIX, fundando a Igreja Haili , na área moderna de Hilo.

## Demografia
Segundo o censo nacional de 2010, a sua população é de 43 263 habitantes e sua densidade populacional é de 312,87 hab/km². É a terceira localidade mais populosa do estado. Possui 16 905 residências, que resulta em uma densidade de 122,25 residências/km².